# Robert Latzel
Robert Latzel (Jeseník, 1845 — 1919) foi um zoólogo, especialista em miriápodes, sobre os quais publicou um conjunto de trabalhos pioneiros. A sua obra inclui diversas descrições de géneros e espécies novos. A sua colecção de espécimes de miriápodes, hoje alojada no Museu de História Natural de Viena, inclui diversos espécimes tipo.

## Obras
- (1876): Beiträge zur Fauna Kärntens. III. - Jahrbuch des naturhistorischen Landesmuseums von Kärnten 12: 95-102.
- (1880): Beitrag zur Kenntnis der Geophiliden. - Zoologischer Anzeiger 68 - (ISSN: 0044-5231).
- (1880): Die Myriopoden der Österreichisch-ungarischen Monarchie. Erste Hälfte: Die Chilopoden. 1-228.
- (1880): Zwei neue mitteleuropäische Arten der Gattung Lithobius. - Zoologischer Anzeiger 3 (55): 225-226 - (ISSN: 0044-5231).
- (1882): Beitrag zur Myriopoden-Kenntniss Oesterreich-Ungarns und Serbiens. - Verhandlungen der Zoologisch-botanischen Gesellschaft in Wien 32: 281-282.
- (1882): Descrizione di un nuovo Lithobius italiano. - Bollettino della Società entomologica Italiana 14 (2) - (ISSN: 0373-3491).
- (1882): Descrizione di un nuovo litobio italiano Lithobius tylopus. - Bollettino della Società entomologica Italiana 14: 223 - (ISSN: 0373-3491).
- (1882): Ein neuer Lithobius aus Ungarn und Serbien. - Zoologischer Anzeiger 114: 68 - (ISSN: 0044-5231).
- (1882): Miriapodi raccolti a Lavaiano. - Bollettino della Società Entomologica Italiana 14 (3-4) - (ISSN: 0373-3491).
- (1883): Die Pauropoden Österreichs. - Verhandlungen der Zoologisch-botanischen Gesellschaft in Wien 33: 123-128.
- (1884): Description d'une espèce nouvelle du genre Julus. - Comptes rendus de la Societé Entomologique de Belgique 1884: 8.
- (1884): Die Myriopoden der Österreichisch-ungarischen Monarchie. Zweite Hälfte. Die Symphylen, Pauropoden und Diplopoden. 1-414.
- (1885): Die Myriopoden Kärntens. - Jahrbuch des naturhistorischen Landesmuseums von Kärnten 17: 33-46.
- (1886): Diagnoses d'espèces nouvelles. - Bulletin de la Société d'histoire naturelle de Toulouse 20: 104-105 - (ISSN: 0758-4113).
- (1886): Diagnosi di specie e varieta nuove di Miriapodi raccolti in Liguria dal Dott. G. Caneva. - Bollettino della Società entomologica Italiana 18: 308-309 - (ISSN: 0373-3491).
- (1887): Res Ligusticae. - Ann. Museo Cinco Milano.
- (1888): Die vom k. k. Oberarzte Herrn Dr. Justyn Karlinski im Jahre 1887 in Bosnien, der Herzegowina und in Novibazar gesammelten Myriopoden. - Verhandlungen der Zoologisch-botanischen Gesellschaft in Wien 38: 91-94.
- (1889): Contribution a l'étude de la faune des myriopodes des Açores. - Revue biologique du nord de la France 1 (11): 3-7.
- (1889): Sopra alcuni Miriapodi cavernicoli italiani, raccolti dai Sign. A. Vacca e R. Barberi. - Annali del Museo civico di storia naturale di Genova 27: 360-362.
- (1894): Description d'une espèce nouvelle de myriopode diplopode de Normandie (Glomeris Kervillei Latz.) - Bulletin de la Societé des Amis des Sciences naturelles de Rouen 1894: 138.
- (1895): Beiträge zur Kenntnis der Myriopodenfauna von Madeira, den Selvages und den Canarischen Inseln. - Jahrbuch der Hamburgischen Wissenschaftlichen Anstalten, Beiheft 12: 113-122.
- (1895): Die Myriopoden aus der Umgebung Hamburgs. - Jahrbuch der Hamburgischen Wissenschaftlichen Anstalten, Beiheft 12: 99-109.
- (1900): Zwei neue Myriopoden aus dem Mittelmeergebiete. - Zoologischer Anzeiger 23: 520-521 - (ISSN: 0044-5231).
- (1911): Ein neues System der Myriopoden. - Carinthia II 1911 (3-4): 121-123 - (ISSN: 0374-6771).
- (1911): Neuer Beitrag zur Myriopodenfauna Kärntens. - Carinthia II 1911 (3-4): 123-125 - (ISSN: 0374-6771).
- (1917): Verhoeff, Karl W. Abhängigkeit der Diplopoden und besonders der Iuliden-Schaltmännchen von äußeren Einflüssen. [84. Diplopoden-Aufsatz.] 5.
- (1917): Verhoeff, Karl W. Zur Kenntnis der Zoogeographie Deutschlands, zugleich über Diplopoden, namentlich Mitteldeutschlands... 6.
- (1918): Dr. Karl W. Verhoeff. Die Diplopoden Deutschlands ... - Verhandlungen der Zoologisch-botanischen Gesellschaft in Wien 1916/17: 2.